# Saint-Thibault (Oise)
Saint-Thibault è un comune francese di 272 abitanti situato nel dipartimento dell'Oise della regione dell'Alta Francia.

## Società

### Evoluzione demografica
Abitanti censiti